# Cafasso Szent József
Cafasso Szent József (Castelnuovo d’Asti, Piemont, Első Francia Császárság, 1811. január 15.   –  Torino, Olasz Királyság, 1860. június 23.) szentté avatott olasz római katolikus lelkész.

## Fiatalkora
Giuseppe Cafasso 1811. január 15-én született Castelnuovo d’Astiban. Szülei kisbirtokosok voltak, négy testvére közül ő volt harmadik, a fiúk között a legkisebb. Életszentsége már egész korán elterjedt a falujában. Teológiai tanulmányait Chieriben végzi, a szemináriumban, a papszentelésben 1833-ban részesült. Négy hónappal később letelepedett a Torino-i Egyházi Kollégiumban, elsősorban azért, hogy tökéletesítse papi és lelkipásztori tudását, viszont egész életében itt maradt, mivel kiválóan végzett tanulmányai után Cafasso az erkölcstan professzora, majd a kollégium rektorának halála után, 1848-ban rektor lett ebben az intézetben. A tanításra nagyon nagy figyelmet szentel, célja, hogy jó gyóntatóatyákat és ügyes szónokokat oktasson és neveljen.

## IsmeretségeBosco Szent Jánossal
Cafasso tanulmányozta és elmélyítette Szalézi Szent Ferenc lelkiségét. Cafasso atya Don Bosconak, 1841 és 1860 között lelki vezetője lett így nagyban hozzájárult Don Bosco lelkiségének és személyiségének kialakulásához. Fő tanítása a mindennapi kötelességek fontossága az életszentség érdekében. . 
Különös módon figyelt a legelesettebbek igényeire, lehetőségétől függően meglátogatta és anyagilag is támogatta a legszegényebbeket, s igyekezett mind lelki, mind testi segítséget nyújtani nekik. Fontos küldetésnek tartotta a bebörtönzöttek és halálra ítéltek lelkének ápolását, olyannyira, hogy börtönlelkésznek is kinevezték. 
Bölcsessége és megbízhatósága miatt több papnak, világinak és politikusnak is lelki vezetője volt.
Rövid betegség után, 49 évesen Torinóban hal meg, 1860. június 23-án.

## Vélemények személyiségéről
- Bosco Szent János: „Cafasso rendkívüli erénye az volt, hogy kitartóan és csodálatos hűséggel gyakorolta a hétköznapi erényeket”
- XI. Piusz pápa a „katolikus papság gyöngyszemének” nevezte.
- XII. Piusz pápa a papi élet példaképének, szegények atyjának, betegek vigasztalójának, bebörtönzöttek enyhítőjének és halálra ítéltek gyógyítójának nevezte.
- Szintén XII. Piusz az 1950. szeptember 23-án kiadott Menti Nostrae című enciklikájában a papok példaképének állította.